# Nederlands-Vlaams Bijbelgenootschap

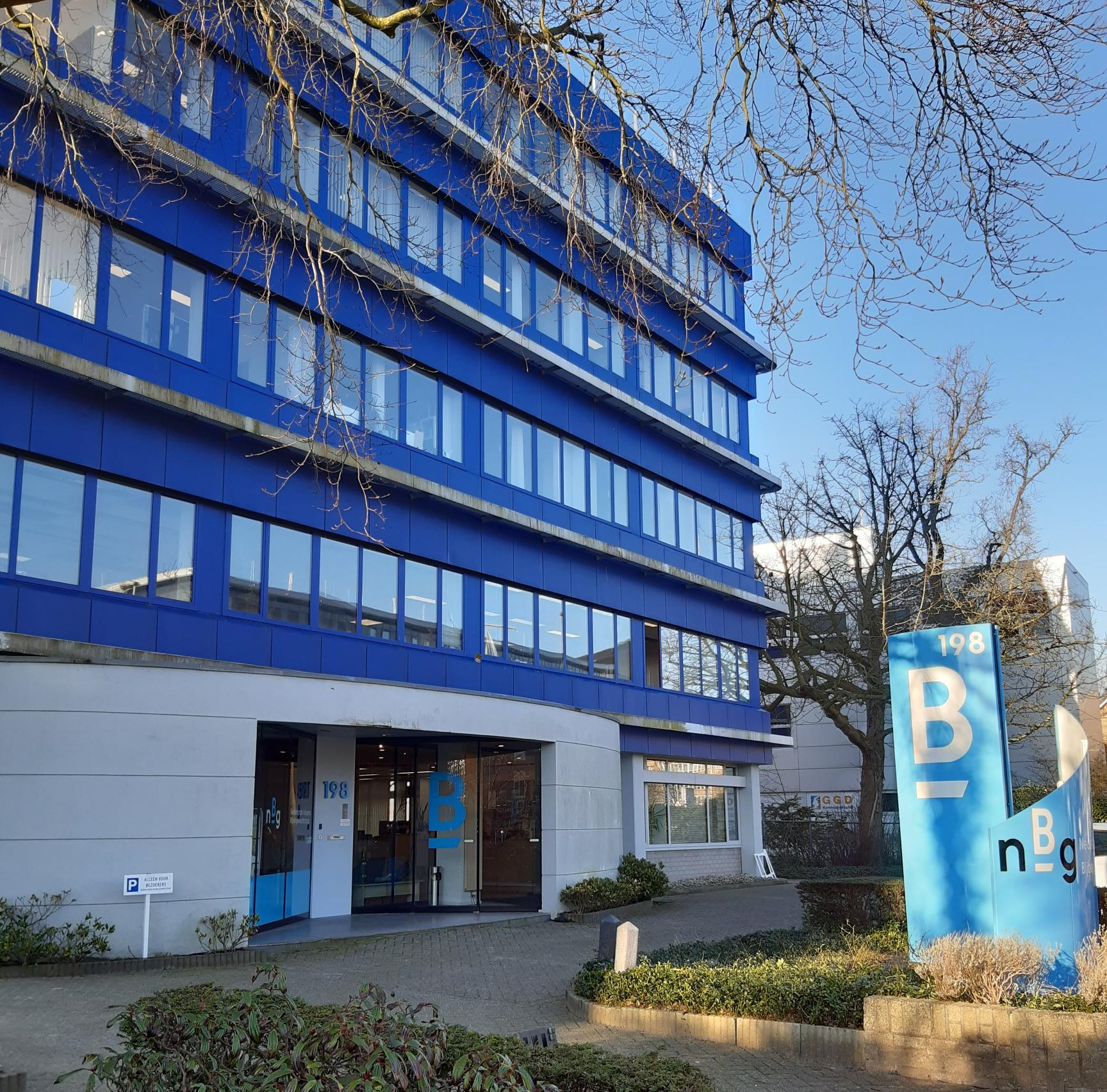
Kantoor van het Nederlands-Vlaams Bijbelgenootschap aan de Zijlweg in Haarlem (2022)

Het Nederlands-Vlaams Bijbelgenootschap (NBG) is een vereniging die zich bezighoudt met de vertaling van de Bijbel, verspreiding van bijbels en voorlichting over de Bijbel. De organisatie ontstond in 2021 uit een fusie van het Nederlands Bijbelgenootschap en het Vlaams Bijbelgenootschap.
Het NBG heeft een kantoor in Haarlem en in Antwerpen. Beschermheer is sinds 30 april 2013 koning Willem-Alexander der Nederlanden. 

## Activiteiten
- Bijbelvertalen: de Nieuwe Bijbelvertaling (NBV) kwam in 2004 gereed. In 2021 kwam de NBV21 uit, een nieuwe, verbeterde versie van de Nieuwe Bijbelvertaling.
- Een vertaling in eenvoudig Nederlands, de Bijbel in Gewone Taal, zag het licht in 2014.
- Voorlichting over de Bijbel: het is lang niet altijd mogelijk om de Bijbel zo te vertalen dat iedereen zich er in kan vinden. Daarom is er in 2008 naast de NBV-Studiebijbel een meer behoudende versie verschenen met onder andere meer aandacht voor de verbindingen tussen Oude en Nieuwe Testament. Daarom staan in gewone bijbels ook geen inleidingen tot de bijbelboeken meer.
- Met Andere Woorden is een kwartaalblad dat het Bijbelgenootschap uitgeeft over bijbelvertalen.
- Geregeld worden er acties gehouden om activiteiten van Bijbelgenootschappen in de derde wereld of in gebieden waar het Bijbelwerk om een of andere reden moeilijk is, te ondersteunen.
- In 2014 is er een Bijbelfestival geweest in DeFabrique, Utrecht.
- Het NBG biedt zijn bijbelvertalingen aan via de site www.debijbel.nl. Het NBG heeft een eigen app Mijn Bijbel, waarin de vertalingen ook te lezen zijn.

In het hele land zijn honderden vrijwilligers actief om het werk van het NBG te ondersteunen. Het genootschap werkt samen met de Wereldfederatie van Bijbelgenootschappen (UBS).

## Geschiedenis

### Nederlands Bijbelgenootschap
Het NBG werd in 1814 opgericht, op initiatief van de British and Foreign Bible Society, die in 1804 was opgericht. De taak van het Bijbelgenootschap werd bewust beperkt gehouden tot de verspreiding van bijbels en men liet de verkondiging van het evangelie aan anderen over. 
De eerste activiteiten bestonden uit het inkopen en uitdelen, of tegen lage prijzen verkopen, van bijbels en bijbelgedeelten. 
Op 8 november 1815 meldde het NBG in zijn jaarverslag:
- 2208 Nieuwe Testamenten en bijbels te hebben aangekocht
- 1894 Nieuwe Testamenten en bijbels te hebben gekregen
- 1608 exemplaren te hebben uitgedeeld, onder andere aan gedetineerden, zondagsscholen en armen in de Doopsgezinde Kerk.

Het NBG verzorgde in het verleden ook bijbels in andere talen. Vanaf 1823 leidde het NBG Nederlandse taalkundigen op om de Bijbel in het Javaans en later in andere Indonesische talen te vertalen. Vanaf 1847 ging het NBG ook zelf bijbels uitgeven. Na de Tweede Wereldoorlog werd het vertaalwerk ten behoeve van andere talen dan het Nederlands overgedragen aan de Wereldfederatie van Bijbelgenootschappen. 
Sinds de tweede helft van de twintigste eeuw wordt bij het vertalen en uitgeven van bijbels regelmatig samengewerkt met de Katholieke Bijbelstichting. Voor de wetenschappelijke ondersteuning van het vertaalproject van de Nieuwe Bijbelvertaling werd, met name voor het Oude Testament, ook samengewerkt met joodse theologen. 
In 2003 werd het beheer van de uitgeverij van het Nederlands Bijbelgenootschap overgedragen aan Uitgeversgroep Jongbloed in Heerenveen, het NBG concentreerde zich sindsdien op vertalen en verspreiden. In 2017 besloot het NBG de eigen titels weer zelf uit te geven.

### Vlaams Bijbelgenootschap
Het Vlaams Bijbelgenootschap (VBG) was een interconfessionele organisatie die bijbels verspreidde en het Bijbelgebruik in Vlaanderen aanmoedigde. Het was lid van de Wereldfederatie van Bijbelgenootschappen.
Op 25 september 2017 verhuisde het VBG van Brugge naar Antwerpen omwille van een intensere samenwerking met het Nederlands Bijbelgenootschap.

### Fusie
In 2021 ging het NBG samen met het Vlaams Bijbelgenootschap en werd de naam veranderd van het Nederlands Bijbelgenootschap naar het Nederlands-Vlaams Bijbelgenootschap.

## Uitgaven
- NBG-vertaling van de Bijbel (1951)
- Bijbel en kunst van nu (1965, Mr. F.L.S.F. Baron van Tuyll van Serooskerken en Dr. L. Gans en Marius van Beek, Tesink Zutphen)
- Groot Nieuws voor U (1972)
- Groot Nieuws Bijbel in samenwerking met de Katholieke Bijbelstichting (1983; revisie 1995)
- De Kijkbijbel: Verhalen uit het oude en nieuwe testament getekend door Kees de Kort (1992)
- Nieuwe Bijbelvertaling in samenwerking met de Katholieke Bijbelstichting (2004)
- Prentenbijbel (2008)
- Bijbel in Gewone Taal (2014)
- Samenleesbijbel: de Bijbel in Gewone Taal aangevuld met extra materiaal voor kinderen van 8-12 jaar (2015)
- Belle Bijbel (2018)
- Inspire Bijbel (2018)
- Samenleesbijbel Junior (2018)
- Bijbel in een jaar (2019)
- Jongerenbijbel Bijbel in Gewone Taal (2019)
- Mijn Kleine Peuterbijbel (2019)
- Podcast 'Dagvers' (2020)
- Peuterbijbel (2020)
- Voorleesbijbel (2020)
- NBV21 (2021)